# 라빠르망
《라빠르망》(프랑스어: L'Appartement 라파르트망[*])은 1996년 프랑스의 로맨스 영화이다. 질 미무니 감독이 연출했고, 뱅상 카셀, 로만 보랭제, 모니카 벨루치가 출연하였다. 과거의 연인을 우연히 만나 그녀를 뒤쫓는 남자의 이야기를 다룬 미스터리 로맨스 장르 영화이다.
미국판 리메이크작인 《당신이 사랑하는 동안에》가 2004년 개봉했다.

## 줄거리
아마추어 작가인 막스는 도쿄 출장을 앞두고 미팅 중에 옛 연인 리자와 마주친다. 카페에서 공중전화를 쓰고 나가던 리자를 막스는 붙잡지 못했지만, 리자가 떨어뜨리고 간 호텔 열쇠를 줍는다. 막스는 출장을 취소하고, 약혼자인 뮈리엘에게는 출장을 갔다고 거짓말한 뒤에 리자를 뒤쫓기 시작한다.
막스가 리자와 만난 것은 2년 전이었다. 극단 배우로 일하던 리자를 보고 한눈에 반한 막스는 아파트까지 그녀를 미행했다가 들키자 도망을 친다. 며칠 뒤 막스가 친구 뤼시앵이 경영하는 구두 가게에 놀러 갔을 때, 리자가 구두를 맞추러 찾아온다. 리자는 막스가 미행한 것을 비난하는 듯하면서 그에게 데이트 신청을 했다. 두 사람은 곧 연인이 되어 행복한 시기를 보낸다. 그런데 막스가 뉴욕에 가는 것이 결정되고, 이에 리자에게 같이 살자고 제안하자마자, 리자는 사라져 버렸다. 막스는 이후 뉴욕에서 뮈리엘을 만나 약혼하고 파리에 돌아온 후 리자를 다시 마주친 것이었다.
리자가 없는 호텔방에서 밤을 지새우기까지 한 끝에, 막스는 리자의 내연남인 다니엘이라는 자를 발견하게 된다. 그리고 다니엘을 미행해서 리자가 현재 살고 있는 아파트를 알아낸다. 아파트에 몰래 들어가서 옷장 속에 숨어 있었던 막스는 리자로 보이는 여자가 들어와서 흐느끼다가 창문 밖으로 뛰어내리려는 것을 목격한다. 막스는 뛰쳐나가서 여자를 막는다. 막스가 자초치종을 설명하자 여자는 자기 이름도 리자라고 이야기한다. 그녀가 유혹하자 막스는 그녀와 하룻밤을 보낸다. 한편 이 상황을 창 밖에서 내연남 다니엘이 목격하게 된다.
여자의 진짜 이름은 알리스이고, 막스의 친구 뤼시앵의 연인이었다. 2년 전 알리스는 리자의 아파트 앞집에 살았고, 막스와 리자 커플을 훔쳐보며 막스와 사랑에 빠졌다. 리자와 친구가 된 알리스는 둘 사이를 갈라놓기로 결심했다. 막스가 같이 살자는 제안을 했을 무렵 리자는 갑작스러운 극단 일로 두 달간 이탈리아로 가야 했다. 리자는 막스의 제안을 승낙하는 편지를 알리스에게 전달해달라고 부탁하는데, 알리스는 편지를 조작해서 막스를 바람맞혔다. 막스가 뉴욕으로 간 후 상심에 빠진 리자는 다니엘이라는 부유한 유부남과 만났고, 알리스는 뤼시앵과 사귀게 되었다. 아파트 열쇠는 리자가 다니엘의 집착을 피하기 위해 알리스에게 맡긴 것이었다. 2년이 지나 알리스는 카페에서 막스가 리자를 뒤쫓는 것을 우연히 발견하고, 둘을 재회하지 못하게 하려고 막스에게 리자를 자칭한 것이었다.
이런 사정을 모르는 막스는 리자 쫓기를 포기하고 예정대로 출장을 가려다가, 마음을 바꾸어 새로운 리자를 다시 만나보기로 한다. 한편 뤼시앵은 막스에게 알리스를 소개하고 싶다면서 알리스가 출연하는 연극에 초대한다. 《한 여름밤의 꿈》 공연 중 막스를 발견한 알리스는 당황하고 공연을 망쳐 버린다. 뤼시앵은 침울해진 알리스를 위로하며 하룻밤을 보내는 한편, 막스는 리자의 아파트에서 (리자로 알고 있는) 알리스를 기다린다. 다음날 막스가 자기를 찾아온 것을 알게 되자 알리스는 서둘러 막스를 만나러 간다. 사랑을 나눈 뒤 막스는 알리스에게 옷장에 있던 리자의 구두를 선물로 가장하여 맞춰 본다. 구두는 맞지 않았고, 막스는 그녀에게 속고 있었음을 눈치챈다.
그 무렵 진짜 리자가 카페 직원을 통해 막스가 돌아와 자신을 찾고 있음을 알게 된다. 리자는 뤼시앵에게 연락해 막스에게 뤽상부르 공원에서 만나자는 약속을 하고, 예정되어 있던 로마 여행 티켓을 알리스에게 넘긴다. 한편 막스는 뤼시앵의 소개로 알리스를 정식으로 만난다. 막스가 알리스를 추궁하자 알리스는 자신의 감춰온 사랑을 고백하고, 자신은 로마로 갈 거라면서 자신의 일기장을 막스에게 넘긴다. 알리스는 그러고는 뤼시앵에게 결별을 통보하고 공항으로 간다. 막스는 뤽상부르 공원에서 알리스의 일기를 읽은 후, 마음을 바꿔 리자 대신 알리스를 쫓아 공항으로 간다. 리자는 막스가 나타나지 않자 실망하여 자기의 아파트로 갔다가, 숨어 있던 다니엘이 불을 지르는 바람에 폭발에 휘말린다. 공항에서 알리스와 만난 막스는 사랑을 약속하고 그녀를 보낸다. 알리스가 출국 수속을 밟는 사이, 막스는 자신을 마중나온 뮈리엘과 우연히 마주친다. 알리스는 통로 유리벽 너머로 뮈리엘과 포옹을 하고 있는 막스와 시선을 교환하고는 떠나간다.

## 출연
- 뱅상 카셀 - 막스
- 로만 보랭제 - 알리스
- 모니카 벨루치 - 리자
- 장필리프 에코페 - 뤼시앵
- 상드린 키베를랭 - 뮈리엘
- 올리비에 그라니에 - 다니엘 드푸키에르

## 기타
- 미술: 필리프 시프르

## 비평
조선일보의 이동진 기자는 플롯이 작위적이고 설득력이 떨어지지만 뛰어난 화법과 복선 활용으로 이야기의 흥미를 돋우었으며, 색채 대조와 소품 활용으로 과거 회상을 적절하게 연출했다고 단평하였다. 듀나는 듀나의 영화 낙서판에 올린 리뷰에서 초반의 서스펜스와 미스터리 요소를 후반까지 이끌고 가지 못했으며, 알리스 캐릭터의 행동에 개연성이 떨어짐을 지적하였다.